# Joan Francesc Albinyana i Borràs
Joan Francesc Albinyana i Borràs (Tarragona, 10 de maig de 1802 - ?, 1869) fou un arqueòleg català.
Nascut al número 6 del carrer de la Mare de Déu del Claustre de la ciutat de Tarragona, Albinyana provenia d'una família de notaris que des del segle xviii exercien a la ciutat. Joan Francesc en va continuar la tradició familiar. Va estudiar dret i va treballar al capdavant de les escrivanies del jutjat, de l'alcaldia i de la cúria eclesiàstica de Tarragona. La seva vocació era, però, l'arqueologia i el treball històric. A partir de 1836 les lleis desamortitzadores plantejaven el problema de la conservació i protecció del patrimoni històric afectat. El fet és ben evident a Tarragona i voltants, a causa de la importància del patrimoni romà i del cistercenc a Poblet i Santes Creus. No menys transcendentals eren les valuoses troballes arqueològiques posades al descobert a la Pedrera del Port, utilitzada en les obres de construcció dels molls portuaris de Tarragona. Joan Francesc Albinyana i de Borràs, com a prohom aficionat al col·leccionisme, al costat de l'advocat Josep Maria Torres i Sedó (1800-1874) i de Joaquim Benet, fundà la Societat Arqueològica Tarraconense. La primera finalitat era preservar el patrimoni, a través d'un museu privat dut a terme a partir de les aportacions dels socis de l'entitat.
El mateix any 1844 es constituí la Comissió Provincial de Monuments que, de la mateixa manera que la Societat Arqueològica, tenia com a finalitat recuperar els materials arqueològics provinents de la Pedrera del Port. Val a dir que l'any 1845 s'hi trobà el conegut Mosaic de la Medusa. Els materials havien de ser ingressats en el petit museu de la Comissió de Monuments o en el de la Societat Arqueològica. Els fons dels dos museus es van unir l'any 1849 al local de l'Arqueològica. En aquesta època, Joan Francesc Albinyana es relacionà amb personatges com Modesto Lafuente, Pascual Madoz, Manuel Milà i Fontanals, entre d'altres. La Real Academia de la Historia el nomenà soci. També pertanyé a la Reial Acadèmia de les Bones Lletres i a la Societat Filatèlica de Barcelona.
Joan Francesc Albinyana encapçalà el projecte de redactar un itinerari arqueològic, amb la col·laboració dels també socis de la Societat Arqueològica Cortina, Torres i Benet. Si bé l'intent no reeixí, es posa per primer cop en evidència la necessitat de descriure de forma actualitzada els monuments de Tarragona. Trobà finalment en Andreu de Bofarull i de Brocà (1810-1882), autor dels Anales históricos de Reus (1845), la persona idònia per treballar en aquesta línia. El resultat fou la publicació d'un primer i únic volum que porta per títol Tarragona Monumental, ó sea Descripción histórica y artística de todas sus antigüedades y monumentos celtas y romanos, considerat el primer treball modern sobre el tema. Se'n preveia la publicació d'un segon volum, centrat en l'època medieval, però no va ser possible a causa de diferències de criteri. Més endavant Joan Francesc Albinyana publicà Memoria sobre la primacia de la silla arzobispal de Tarragona (Tarragona, 1862) i l'any 1867 llegí a l'Acadèmia de Bones Lletres de Barcelona un treball sobre la cerimònia de benvinguda dels arquebisbes: Del ceremonial en que antiguamente eran recibidos los arzobispos. Morí l'any 1869 i deixà alguns treballs inacabats. L'any 1940 l'Ajuntament de Tarragona li dedicà el carrer Notari Albinyana a la part alta de la ciutat.